# Himlhergotdonrvetr
Himlhergotdonrvetr je druhé řadové album české hudební skupiny Trautenberk, vydané 26. února 2016. Jde o první album s Miroslavem „Prasopsem“ Císlerem na postu zpěváka po tragické smrti Tomáše „Obra“ Paimy.

## Podrobnosti
Na zesnulého bývalého zpěváka je na albu vzpomínáno v písni „Pán udíren“ s hostujícím Radkem Škarohlídem, zpěvákem Hentai Corporation.
Název desky a titulní skladby je převzat z hlášky z Krkonošských pohádek. Ve skladbě je sampl seriálového Trautenberka říkajícího tuto hlášku. Titulní skladba se stala prvním velkým hitem kapely a nedílnou součástí koncertního programu.
Na albu je též použit úryvek z filmu Ať žijí duchové (úvod písně „Hajnej“).
Album obsahuje předělávku písně „Keine Lust“ od kapely Rammstein pod názvem „Kus Aničky“.
O vzniku alba byl natočen dokument s názvem „TRAUTENBERK - jak se pekla deska Himlhergotdonrvetr".

## Přijetí
Tato deska přinesla kapele popularitu a vřelé kritické přijetí díky směsi rammsteinovských kytar, hybného rytmu a humorných textů opírajících se v několika písních právě o Krkonošské pohádky.

## Videoklipy
Na ObrFestu v dubnu roku 2014 byl natočen videoklip k písni „Hajnej“, následovaný videoklipem k písni „Pán udíren“.  V roce 2016 kapela zveřejnila videoklip ke skladbě „Himlhergotdonrvetr“ a v roce 2018 k písni „Potužník senior“.   Poslední dva jmenované vznikly sestřihem záznamů z konkrétní festivalové sezóny.

## Seznam skladeb
Není-li uvedeno jinak, jsou autory hudby všech skladeb Dalibor Dvořák a Marek Vais a autorem textů je Luboš Valeček.
| Pořadí         | Název                              | Autor | Délka |
| -------------- | ---------------------------------- | --- | ----- |
| 1.             | Kubamelehubou                      | Dvořák, Vais/Císler                                                                                        | 3:24  |
| 2.             | Nech ho bejt                       | | 3:26  |
| 3.             | Hajnej                             | | 3:24  |
| 4.             | Himlhergotdonrvetr                 | | 2:42  |
| 5.             | Temná strana talíře                | | 3:26  |
| 6.             | Fuk a putna                        | | 1:44  |
| 7.             | Kus Aničky                         | Richard Kruspe, Paul Landers, Till Lindemann, Christian Lorenz, Oliver Riedel, Christoph Schneider/Valeček | 3:01  |
| 8.             | Vindaloo                           | | 3:03  |
| 9.             | Potužník senior                    | | 3:39  |
| 10.            | Pán udíren (feat. Radek Škarohlíd) | | 4:30  |
| Celková délka: | Celková délka:                     | Celková délka:                                                                                             | 32:22 |

### Datová stopa
| Pořadí | Název                      | Délka |
| ------ | -------------------------- | ----- |
| 11.    | Jak se pekla deska (video) |       |

## Obsazení
- Miroslav Císler –⁠ zpěv
- Luboš Valeček –⁠ zpěv
- Marek Vais –⁠ kytara a zpěv
- Dalibor Dvořák –⁠ kytara
- Jan Suchý –⁠ basová kytara
- Jiří Hodl –⁠ bicí

Hosté
- Staré pušky - zpěv (1)
- Radek Škarohlíd - zpěv (10)
- Radka Polenová - proslov (5)
- František Knettl - zpěv (5)
- Miloš Bešta - zpěv v některých refrénech

Produkce
- Pavel Brom - nahrávání, mix
- Miloš Bešta - produkce